# Hollandia az 1998. évi téli olimpiai játékokon
Hollandia a japán Naganóban megrendezett 1998. évi téli olimpiai játékok egyik részt vevő nemzete volt. Az országot az olimpián 3 sportágban 22 sportoló képviselte, akik összesen 11 érmet szereztek.

## Érmesek
| Érem  | Versenyző       | Sportág        | Versenyszám    |
| ----- | --------------- | -------------- | -------------- |
| Arany | Ids Postma      | Gyorskorcsolya | Férfi 1000 m   |
| Arany | Gianni Romme    | Gyorskorcsolya | Férfi 5000 m   |
| Arany | Gianni Romme    | Gyorskorcsolya | Férfi 10 000 m |
| Arany | Marianne Timmer | Gyorskorcsolya | Női 1000 m     |
| Arany | Marianne Timmer | Gyorskorcsolya | Női 1500 m     |
| Ezüst | Jan Bos         | Gyorskorcsolya | Férfi 1000 m   |
| Ezüst | Ids Postma      | Gyorskorcsolya | Férfi 1500 m   |
| Ezüst | Rintje Ritsma   | Gyorskorcsolya | Férfi 5000 m   |
| Ezüst | Bob de Jong     | Gyorskorcsolya | Férfi 10 000 m |
| Bronz | Rintje Ritsma   | Gyorskorcsolya | Férfi 1500 m   |
| Bronz | Rintje Ritsma   | Gyorskorcsolya | Férfi 10 000 m |

## Gyorskorcsolya
Férfi
| Versenyző           | Versenyszám | 1. futam | 1. futam | 2. futam       | 2. futam       | Eredmény | Helyezés |
| Versenyző           | Versenyszám | Idő      | Hely.    | Idő            | Hely.          | Eredmény | Helyezés |
| ------------------- | ----------- | -------- | -------- | -------------- | -------------- | -------- | -------- |
| Jan Bos             | 500 m       | 36,66    | 20.      | 36,11          | 6.             | 72,77    | 12.      |
| Jan Bos             | 1000 m      |          |          |                |                | 1:10,71  |          |
| Jan Bos             | 1500 m      |          |          |                |                | 1:49,75  | 4.       |
| Bob de Jong         | 5000 m      |          |          |                |                | 6:31,37  | 4.       |
| Bob de Jong         | 10 000 m    |          |          |                |                | 13:25,76 |          |
| Martin Hersman      | 1000 m      |          |          |                |                | 1:12,00  | 12.      |
| Martin Hersman      | 1500 m      |          |          |                |                | 1:50,31  | 6.       |
| Jakko Jan Leeuwangh | 500 m       | 36,69    | 23.      | 36,54          | 21.*           | 73,23    | 21.      |
| Jakko Jan Leeuwangh | 1000 m      |          |          |                |                | 1:11,26  | 4.       |
| Ids Postma          | 500 m       | 1:18,68~ | 41.      | 37,81          | 37.            | 116,49   | 38.      |
| Ids Postma          | 1000 m      |          |          |                |                | 1:10,64  |          |
| Ids Postma          | 1500 m      |          |          |                |                | 1:48,13  |          |
| Rintje Ritsma       | 1500 m      |          |          |                |                | 1:48,52  |          |
| Rintje Ritsma       | 5000 m      |          |          |                |                | 6:28,24  |          |
| Rintje Ritsma       | 10 000 m    |          |          |                |                | 13:28,19 |          |
| Gianni Romme        | 5000 m      |          |          |                |                | 6:22,20  |          |
| Gianni Romme        | 10 000 m    |          |          |                |                | 13:15,33 |          |
| Erben Wennemars     | 500 m       | 35,96    | 5.*      | nem ért célba~ | nem ért célba~ | kiesett  | kiesett  |

Női
| Versenyző        | Versenyszám | 1. futam | 1. futam | 2. futam | 2. futam | Eredmény | Helyezés |
| Versenyző        | Versenyszám | Idő      | Hely.    | Idő      | Hely.    | Eredmény | Helyezés |
| ---------------- | ----------- | -------- | -------- | -------- | -------- | -------- | -------- |
| Tonny de Jong    | 1500 m      |          |          |          |          | 2:03,19  | 18.      |
| Tonny de Jong    | 3000 m      |          |          |          |          | 4:19,54  | 16.      |
| Tonny de Jong    | 5000 m      |          |          |          |          | 7:12,77  | 5.       |
| Barbara de Loor  | 1500 m      |          |          |          |          | 2:04,05  | 22.      |
| Barbara de Loor  | 5000 m      |          |          |          |          | 7:11,81  | 4.       |
| Andrea Nuyt      | 500 m       | 39,62    | 15.      | 1:18,32~ | 37.      | 117,94   | 37.      |
| Annamarie Thomas | 1000 m      |          |          |          |          | 1:17,95  | 5.       |
| Annamarie Thomas | 1500 m      |          |          |          |          | 1:59,29  | 6.       |
| Annamarie Thomas | 3000 m      |          |          |          |          | 4:14,38  | 8.       |
| Marianne Timmer  | 500 m       | 39,12    | 9.       | 39,03    | 7.       | 78,15    | 6.       |
| Marianne Timmer  | 1000 m      |          |          |          |          | 1:16,51  |          |
| Marianne Timmer  | 1500 m      |          |          |          |          | 1:57,58  |          |
| Marieke Wijsman  | 500 m       | 40,22    | 26.      | 40,57    | 28.      | 80,79    | 24.*     |
| Marieke Wijsman  | 1000 m      |          |          |          |          | 1:20,02  | 20.      |
| Carla Zijlstra   | 3000 m      |          |          |          |          | 4:16,43  | 9.       |
| Carla Zijlstra   | 5000 m      |          |          |          |          | 7:12,89  | 6.       |
| Sandra Zwolle    | 500 m       | 39,98    | 20.      | 39,88    | 19.      | 79,86    | 17.*     |
| Sandra Zwolle    | 1000 m      |          |          |          |          | 1:19,29  | 15.      |

~ - a futam során elesett

* - egy másik versenyzővel azonos eredményt ért el

## Rövidpályás gyorskorcsolya
Férfi
| Versenyző     | Versenyszám | Előfutam | Előfutam | Negyeddöntő | Negyeddöntő | Elődöntő | Elődöntő | B döntő | B döntő | Döntő   | Döntő   | Helyezés |
| Versenyző     | Versenyszám | Idő      | Hely.    | Idő         | Hely.       | Idő      | Hely.    | Idő     | Hely.   | Idő     | Hely.   | Helyezés |
| ------------- | ----------- | -------- | -------- | ----------- | ----------- | -------- | -------- | ------- | ------- | ------- | ------- | -------- |
| Dave Versteeg | 500 m       | 44,358   | 1.       | 43,377      | 1.          | 43,850   | 3.       | 42,933  | 2.      |         |         | 6.       |
| Dave Versteeg | 1000 m      | 1:32,748 | 3.       | kiesett     | kiesett     | kiesett  | kiesett  | kiesett | kiesett | kiesett | kiesett | 20.      |

Női
| Versenyző                                                           | Versenyszám  | Előfutam | Előfutam | Negyeddöntő | Negyeddöntő | Elődöntő | Elődöntő | B döntő  | B döntő | Döntő   | Döntő   | Helyezés |
| Versenyző                                                           | Versenyszám  | Idő      | Hely.    | Idő         | Hely.       | Idő      | Hely.    | Idő      | Hely.   | Idő     | Hely.   | Helyezés |
| ------------------------------------------------------------------- | ------------ | -------- | -------- | ----------- | ----------- | -------- | -------- | -------- | ------- | ------- | ------- | -------- |
| Anke Jannie Landman                                                 | 500 m        | 47,090   | 4.       | kiesett     | kiesett     | kiesett  | kiesett  | kiesett  | kiesett | kiesett | kiesett | 26.      |
| Anke Jannie Landman                                                 | 1000 m       | 2:08,819 | 3.       | 1:32,939    | 3.          | kiesett  | kiesett  | kiesett  | kiesett | kiesett | kiesett | 12.      |
| Melanie de Lange                                                    | 500 m        | 48,598   | 3.       | kiesett     | kiesett     | kiesett  | kiesett  | kiesett  | kiesett | kiesett | kiesett | 23.      |
| Ellen Wiegers                                                       | 500 m        | 56,250   | 3.       | kiesett     | kiesett     | kiesett  | kiesett  | kiesett  | kiesett | kiesett | kiesett | 24.      |
| Ellen Wiegers                                                       | 1000 m       | 1:37,775 | 2.       | 1:36,343    | 3.          | kiesett  | kiesett  | kiesett  | kiesett | kiesett | kiesett | 9.       |
| Anke Jannie Landman Melanie de Lange Ellen Wiegers Maureen de Lange | 3000 m váltó |          |          |             |             | 4:28,018 | 3.       | 4:26,592 | 2.      |         |         | 6.       |

## Snowboard
Giant slalom
| Versenyző       | Versenyszám | 1. futam | 1. futam | 2. futam | 2. futam | Összesítés | Összesítés |
| Versenyző       | Versenyszám | Idő      | Hely.    | Idő      | Hely.    | Idő        | Helyezés   |
| --------------- | ----------- | -------- | -------- | -------- | -------- | ---------- | ---------- |
| Thedo Remmelink | Férfi       | 1:02,01  | 15.      | 1:05,24  | 8.       | 2:07,25    | 10.        |